# Liste der Botschafter der Vereinigten Staaten in Angola
Die Liste der Botschafter der Vereinigten Staaten in Angola bietet einen Überblick über die Leiter der US-amerikanischen diplomatischen Vertretung in Angola seit der Aufnahme diplomatischer Beziehungen bis heute.
| Amtszeit  | Name                   | Anmerkung                    |
| --------- | ---------------------- | ---------------------------- |
| 1994–1995 | Edmund DeJarnette      |                              |
| 1995–1998 | Donald Steinberg       |                              |
| 1998–2001 | Joseph Gerard Sullivan |                              |
| 2001–2004 | Christopher Dell       |                              |
| 2004–2007 | Cynthia Efird          |                              |
| 2007–2010 | Dan Mozena             |                              |
| 2010–2013 | Christopher McMullen   |                              |
| 2014–2017 | Helen La Lime          |                              |
| 2018–2021 | Nina Maria Fite        |                              |
| 2022–2024 | Tulinabo S. Mushingi   |                              |
| 2024–     | James B. Stotry        | Chargé d'affaires ad interim |